# Giacomo Calleri
Giacomo Calleri (Roburent, 4 marzo 1846 – Mondovì, 7 novembre 1925) è stato un avvocato e politico italiano.

## Biografia
Avvocato di professione, è stato sindaco di Roburent e consigliere provinciale di Cuneo. Deputato per quattro legislature, eletto nel collegio di Ceva, viene nominato senatore a vita nel 1919.